# Paramount Skydance Corporation
Paramount Skydance Corporation (conocido también simplemente como Paramount) es un conglomerado multinacional de medios de comunicación masivos, con sede en el lote de Paramount Pictures en Los Ángeles, California, con oficinas en Santa Mónica, California y Nueva York. La compañía es producto de la fusión de tres entidades: Paramount Global, National Amusements (la empresa matriz de Paramount) y Skydance Media, que se llevó a cabo el 7 de agosto de 2025.

## Historia

### Antecedentes

#### Conversaciones iniciales
National Amusements (la empresa matriz de Paramount Global) anunció en 2023, que estaba evaluando la posibilidad de fusionarse o vender Paramount, debido a los problemas financieros que sufría la compañía, incluyendo deudas, activos que perdían su valor y con la industria de la televisión por cable en descenso,  perdiendo millones debido al ascenso de las plataformas de streaming. Paramount había lanzado su propia plataforma, Paramount+ en 2021, para intentar competir con otras plataformas como Netflix, Prime Video, Disney+ y HBO Max, sin embargo, ese esfuerzo requirió millones de dólares en inversión. Existían muchos candidatos para adquirir Paramount, entre ellos, Warner Bros. Discovery (que venía de consolidar su fusión en 2022), Apollo Global Management, Warner Music Group, Allen Media Group y Skydance Media. 
Si bien existieron reuniones entre David Zaslav (CEO de Warner Bros. Discovery) y Bob Bakish (presidente y director ejecutivo de Paramount Global), no se llegó a concretar ningún acuerdo. Finalmente quedaron dos ofertantes. El primero en hacer una oferta inicial fue Skydance, quién hizo pública su intención de adquirir Paramount por USD 2.5 mil millones, el 2 de abril de 2024. El segundo fue un consorcio liderado por Sony Pictures Entertainment y Apollo, el cual hizo una contraoferta de USD 26 mil millones, sin expresar claramente los términos. El tentativo acuerdo de Paramount recibió críticas de parte de artistas y expertos de la industria, sobre todo porque una probable fusión entre Sony-Apollo y Paramount, reduciría el número de estudios grandes (mejor conocidos como «Big Five» o majors) de cinco a cuatro.
Sin embargo, la fusión entre Skydance y Paramount se canceló temporalmente el 11 de junio, sin llegar a un punto en común en las negociaciones entre ambas entidades. Posteriormente, Skydance restituyó un acuerdo preliminar el 2 de julio, dando a conocer que la fusión consistiría en que National Amusements, Paramount Global y Skydance Media pasarían a ser solo una compañía, considerándose una fusión tripartita. Algunos medios y allegados a la industria lo llamaron provisionalmente «New Paramount». Al finalizar el acuerdo, se anunció que el exejecutivo de NBCUniversal, Jeff Shell, sería el presidente de la nueva compañía, mientras que David Ellison, director ejecutivo y CEO de Skydance Media, sería el nuevo director ejecutivo.

#### Cuestiones regulatorias
Paramount declaró en febrero y en mayo de 2025 que la fecha a cumplir para la fusión era dentro del primer semestre del año, pero eso no se cumplió. Debido a que la fusión no se llevó a cabo hasta el 7 de julio, se aprobó una extensión de acuerdo que entro en vigencia el 8 de abril del mismo año y luego una segunda extensión hasta el 4 de octubre, que entró en vigencia el 7 de julio. Este retraso se debió a que la empresa fusionada esperaba la aprobación de la Comisión Federal de Comunicaciones (FCC); con anterioridad, la SEC y la Comisión Europea (CE) aprobaron el acuerdo en febrero de 2025. Brendan Carr, presidente de la FCC, anunció en marzo de 2025 que las empresas fusionadas debían eliminar sus políticas de «diversidad, equidad e inclusión» (o por sus siglas, DEI).
Oracle Corporation (una compañía que también es propiedad de David y Larry Ellison, padre e hijo, respectivamente) informó el 22 de julio de 2025 que de concretarse la fusión, estaba en conversaciones de proporcionar software a Skydance por un monto cercano a los USD 100 millones, brindándole una oportunidad también a mejorar el servicio de Paramount+.

### Acuerdo
El acuerdo entre Paramount Global y Skydance Media fue aprobada por la FCC el 24 de julio y la fusión se completó el 7 de agosto del mismo año. Varios informes nombraron un «quid pro quo», donde Paramount y CBS acordaron en su conjunto pagar USD 16 millones, para que Donald Trump desestime una demanda contra 60 Minutes, el noticiero producido por CBS News, la división de noticias para la cadena CBS, lo que habría dificultado la fusión. Otro factor que se consideró influyente en la decisión fue la cancelación del programa de entrevistas de medianoche de CBS, The Late Show with Stephen Colbert, como posible condición para que la FCC apruebe la fusión. Los ejecutivos de CBS negaron que la cancelación de The Late Show tenga que ver con la aprobación de la fusión y citaron que su motivo de cancelación se debió a «una decisión financiera».

#### Restructuración
El 4 de agosto de 2025, Paramount Skydance anunció algunos de sus nuevos líderes junto con Ellison y Shell, con Andy Gordon uniéndose como director de operaciones y director de estrategia, Cindy Holland liderando el contenido en streaming de Paramount+ y Pluto TV, Dana Goldberg y Josh Greenstein codirigiendo Paramount Pictures y George Cheeks, que se uniría desde Paramount Global para dirigir las cadenas de televisión.
El 4 de agosto de 2025 se anunció que Paramount Skydance estaría compuesta por tres unidades principales: una para estudios (integrada por Paramount Pictures, Skydance Pictures, Nickelodeon Movies y otras divisiones, como estudios de cine, televisión y videojuegos), una para la venta directa al consumidor (integrada por Paramount+ y Pluto TV) y una para medios de televisión (integrada por CBS, BET, MTV, Nickelodeon y otras cadenas). Paramount Skydance también anunció la fusión de MTV Entertainment Studios y Skydance Television, lo que revitalizaría Paramount Television Studios, que estaría dirigida por Matt Thunell. La supervisión de las unidades de televisión se dividiría entre Matt Thunell para la división de estudios (centrada en los servicios de streaming), mientras que George Cheeks supervisaría la producción de la división de medios de televisión (centrada en los canales lineales), así como de South Park.
El 5 de agosto de 2025, Paramount Skydance dio a conocer que despediría a alrededor de mil empleados y recortaría 2000 millones de dólares en costos operativos, así como reveló sus intenciones de fusionar las operaciones Paramount+ y Pluto TV con la ayuda de Oracle Corporation. Tras la fundación de la empresa, Jeff Shell anunció que Paramount Skydance estaba explorando la venta de los cines NAI.
El 8 de agosto de 2025, Paramount anunció que su sede se ubicaría en el estudio de Paramount Pictures en Los Ángeles, partiendo de One Astor Plaza por primera vez desde que el primer Viacom se mudó allí en 1994. El 11 de agosto, Paramount anunció un acuerdo de siete años con TKO Group, mediante el cual distribuirá los eventos de Ultimate Fighting Championship (UFC) en exclusiva en los Estados Unidos. Los 13 eventos numerados más destacados de UFC y las 30 «Fight Nights» se emitirán en su plataforma de streaming, Paramount+, y algunos eventos numerados también se transmitirán simultáneamente en CBS a partir de 2026.
El 13 de agosto, Paramount anunció que Top Gun 3, Star Trek y otros proyectos eran ahora prioritarios. Los ejecutivos de Paramount buscan estrenar veinte películas al año. Cindy Holland, presidenta de Ventas Directas al Consumidor, afirmó: «Queremos entretener a todos los públicos del mundo. Hoy en Paramount+, contamos con una base sólida: el universo de Taylor Sheridan. También contamos con la increíble programación de CBS al día siguiente, deportes en vivo, mucha programación de las cadenas de cable, franquicias como Star Trek y muchísimas series. Buscamos expandir esto y asegurarnos de ofrecer programación para todos, no solo ocasionalmente, no solo para lo que vinieron a ver, sino, con suerte, durante todo el año y como un hábito diario para todos los públicos». Según Ellison, las películas para streaming no serán una prioridad. Ese mismo día, Shell anunció recortes de 2000 millones de dólares. «No queremos ser una empresa que despida cada trimestre. Por eso, es importante que completemos lo que estamos haciendo de una sola vez y luego lo demos por terminado», declaró Shell.

## Liderazgo

### Junta Directiva[38]
- David Ellison
- Barbera Bryne
- Gerry Cardinale
- Safra A. Catz
- Andy Gordon
- Justin G. Hamill
- Sherry Lansing
- Paul Marinelli
- Jeff Shell
- John L. Thornton

### Ejecutivos
- David Ellison, Presidente y Director Ejecutivo (CEO)
- Jeff Shell, Presidente
  - Andy Gordon, Director de Estrategia y Director de Operaciones (COO)
  - George Cheeks, Presidente de TV Media
  - Dana Goldberg, Copresidenta de Paramount Pictures y Presidenta de Paramount Television
  - Josh Greenstein, Copresidente de Paramount Pictures y Vicepresidente de Plataformas
  - Cindy Holland, Presidenta de Direct-to-Consumer
  - Stephanie Kyoko McKinnon, Consejera General y Directora Legal Interina
  - Jim Sterner, Director de Recursos Humanos
  - Andrew C. Warren, Vicepresidente Ejecutivo, Director Financiero Interino
  - Melissa Zukerman, Directora de Comunicaciones